# Mysidopsis rionegrensis
Mysidopsis rionegrensis är en kräftdjursart som beskrevs av Hoffmeyer 1993. Mysidopsis rionegrensis ingår i släktet Mysidopsis och familjen Mysidae. Inga underarter finns listade i Catalogue of Life.